# 제33회 모스크바 국제 영화제
제33회 모스크바 국제 영화제는 2011년 6월 23일에 열린 시상식이다.

## 수상 및 후보

### 대상
- 더 웨이브스 - 알베르토 모레스 수상

### 심사위원특별상
- 차피토-쇼 - 세르게이 로반 수상

### 심사위원 특별언급
- 스니커즈 - 필립 아브라모브 수상

### 여우주연상
- 조안나 - 우르슐라 그라보브스카 수상

### 남우주연상
- 더 웨이브스 - 카를로스 알바레즈-노보아 수상

### 감독상
- 리벤지, 미친 사랑 이야기 - 웡 칭포 수상

### 새로운 시선상
- 아나키 인 지무네이 - 사울루스 드룬가 수상

### 새로운 시선상 특별언급
- BUGY - Andrey Bogatyryov 수상

### 월드시네마 공로상
- 존 말코비치 수상
- 헬렌 미렌 수상

### 새로운 시선 경쟁
- 아나키 인 지무네이 - 사울루스 드룬가
- 포리너 - 파비엔 게일러드
- Gakku - Gaziz Nasyrov
- 호라 메노스 - 프랭크 스파노
- 휴브린 스트리트 - 무니르 마스리
- My Sex Life - Cornel George Popa
- 사물의 비밀 - 이영미
- 스노우차일드 - 우타 아닝
- Tape End - 러드비그 버스트
- 더 하우스 언더 더 워터 - 세피데 파르시
- 언더커렌트 - 아르니 올라푸르 아스게이르손

### 다큐멘터리 부문
- 헬 앤 백 어게인 - 댄펑 데니스 외 1명 수상